# Radenski Vrh
Radenski Vrh – wieś w Słowenii, w gminie Radenci. W 2018 roku liczyła 174 mieszkańców.